# María Isabel Loza García
María Isabel Loza García, (Tapia de Casariego, el 7 de julio de 1961) es una científica asturiana, conocida como Mabel Loza.

## Trayectoria
Mabel Loza estudió Farmacia en la Universidad de Santiago de Compostela. Posteriormente se trasladó a la Universidad de Oviedo donde se doctoró en 1987 con una tesis leída en Santiago de Compostela titulada Comparación experimental de algunos efectos deseables e indeseables de la dipirona sódica y la dipirona magnésica, dirigida por el Dr. Fernando de Andrés Rodríguez Trenes. Durante el período de 1992 a 1994 realizó varias estancias en los Departamentos de Fisiología, Biofísica y Anestesiología del Centro Médico Mount Sinai de Nueva York.
Desde abril de 2011 Mabel Loza es Catedrática de Farmacología en la Universidad de Santiago.Ha dirigido 17 tesis doctorales y más de 50 trabajos de investigación de posgrado. También es revisora de varias revistas en las áreas de farmacología, química médica y descubrimiento de nuevos fármacos. Patrona fundadora y codirectora científica de la Fundación Kærtor, una iniciativa gallega de alcance global, pionera en innovación abierta y codesarrollo público-privado en el descubrimiento de fármacos. Da continuidad a los resultados del proyecto USC Innopharma, junto al profesor Ángel Carracedo, especialista en medicina genómica. En esta fundación, con una participación activa en programas públicos y privados en el campo del descubrimiento temprano de fármacos en España y Europa, Mabel Loza participó como investigadora en más de 90 proyectos, en 70 de ellos como investigadora principal. Participó en el descubrimiento de 11 candidatos a fármacos que llegaron a ensayos clínicos en pacientes, dentro de programas de transferencia de I+D con la industria farmacéutica.
Su trabajo se especializó en el desarrollo de proyectos de colaboración entre la Universidad de Santiago y la industria farmacéutica, para el desarrollo de fármacos innovadores. Participó en la creación de la plataforma de cribado de fármacos de la USC, es coordinadora de la Red de Descubrimiento de Fármacos de Galicia y de la Red de Excelencia de Descubrimiento de Fármacos de España, y lideró la Red de I+D de Drogas de Galicia. Fue incluida en el programa internacional L'Oréal - Unesco For Women in Science, con el libro Nosotras biocientíficas españolas, y seleccionada por la European Federation of Pharmaceutical Industries and Associations (Epfia) entre 30 científicas de 30 países en la iniciativa Portraits of Ciencia-Científicos del Mañana.
Entre otras responsabilidades, es miembro del Pleno de la Unidad Mujer y Ciencia de Galicia que otorga el Premio María Wonenburger, creado en 2007 por la Unidad Mujer y Ciencia de la Junta de Galicia.
Mabel Loza participa activamente en el desarrollo de redes y nuevos modelos de innovación abierta en el descubrimiento temprano de fármacos. Es la coordinadora del grupo de investigación y formación de BioFarma. Dirige la plataforma de descreening de fármacos de la Universidad de Santiago, una de las nueve plataformas de descreening de alta capacidad, y la única de farmacogenómica, y representante del nodo de la USC en la Plataforma Europea de Infraestructura de Screening EU-OPENSCREEN de la iniciativa ESFRI.
Fue una de las artífices de la puesta en marcha en Santiago de Compostela del programa UNIEMPRENDE, una unidad de evaluación de compuestos in vitro ubicada en el edificio Emprendia, en el Campus Vida, según un modelo de colaboración público-privada, que vincula a la USC y los Laboratorios Esteve. Esta unidad fue inaugurada el 4 de octubre de 1998, en un acto al que asistieron el rector de la USC, Juan Casares Long; la ministra de Sanidad, Pilar Farjas ; el director general de I+I del Ministerio de Economía, Empleo e Industria, Ricardo Capilla; el presidente de Laboratorios Esteve, Antoni Esteve; y la propia Mabel Loza, como coordinadora del grupo de investigación BioFarma. Es la primera unidad en Galicia de carácter mixto en I+D farmacéutica y la segunda en España. Esta unidad, con una vigencia prorrogable de cinco años, está dedicada al desarrollo e implementación de métodos robóticos para la determinación de la actividad farmacológica in vitro de potenciales nuevos agentes para el tratamiento del dolor y la inflamación. Mabel Loza destacó en el acto inaugural que esta unidad “cambia por completo el modelo de transferencia tradicional por uno flexible basado en la calidad, la confianza mutua y la eficiencia para llevar nuevos medicamentos a los pacientes con mayor rapidez y al menor costo”, una forma diferente de orientar la investigación. por un traslado lo más inmediato posible, en el que el grupo BioFarma y la USC han sido pioneros desde 1998.
Como emprendedora, impulsó la fundación de tres empresas Pharmatools Digital Interactive SL, Allelyus y Oncostellae.

### Publicaciones
Mabel Loza ha publicado varios libros y capítulos de libros, y artículos en revistas científicas indexadas en el Journal Citation Report. Entre ellos:
- Telematics in community pharmacies to support responsible self-medication. The TESEMED project. (Con Sanz, F.; Ahlgrimm, E. D.; Baetens, P.; Cuypers, J.; Cranz, H.; Coronel, M-; Fernández-López, J. L.; De Mora, A. e Sosa-ludicissa, M.). En: Brender, J.; Christensen, J. P.; Scherrer, J.-R. e McNair, P., eds. Medical Informatics Europe '96. Amsterdam: IOS Press, 1996, pp. 141–145, ISBN 9-0519-9278-5.
- Transmisión serotonérgica. Tipos de receptores. Agonistas y antagonistas. (con Cadavid, M. I.). En: Consejo General de Colegios oficiales de Farmacéuticos de España, editores. Farmacología y Farmacoterapia: Farmacología del Sistema Nervioso. Módulo III. Madrid: Acción Médica, 1998, pp. 155–176.
- Telematics applications to support the role of the community pharmacists as self-medication advisors (Con Sanz, F.; Silveira, C.; Alonso, A.; Díaz, C.; Cordero, L.; Fernández-Llimós, F.; Tiddens, L.; Giorgio, F.; Cranz, H.; Mircheva, J. e the TESEMED Consortium). En: Kokol, P.; Zupan, B.; Stare, J.; Premik, M. e Engelbrecht, R., eds. Medical Informatics Europe '99. Amsterdam: IOS Press, 1999, pp. 764–767, ISBN 0-9673-3551-5. (Resume).
- Fuentes de información sobre medicamentos utilizadas por los farmacéuticos comunitarios de Galicia. (Con Luis Cordero e Fernando Fernández-Llimós). Pharmaceutical care España, ISSN 1139-6202, Vol. 2, Nº. 2 (mar.-abr. 2000), pp. 108–122.
- El proyecto TESEMED: aprender en las farmacias comunitarias utilizando la telemática. Pharmaceutical care España, ISSN 1139-6202, Vol. 2, Nº 6 (nov.-dec. 2000), pp. 440–443.
- Protocolos para trastornos menores del proyecto TESEMED: gripe y resfriado. (Con Luis Cordero, María Isabel Cadavid, Flora Giorgio, e Fernando Fernández-Llimós) Pharmaceutical care España, ISSN 1139-6202, Vol. 3, Nº 1 (xan.-feb. 2001), pp. 5–21.
- Protocolos para trastornos menores del proyecto TESEMED. Tos. (Con Luis Cordero, María Isabel Cadavid, Flora Giorgio e Fernando Fernández-Llimós). Pharmaceutical care España, ISSN 1139-6202, Vol. 3, Nº. 2 (mar.-abr. 2001), pp. 77–92.
- Protocolos para trastornos menores del proyecto TESEMED. Hemorroides. (Con Luis Cordero, María Isabel Cadavid, Flora Giorgio e Fernando Fernández-Llimós). Pharmaceutical care España, ISSN 1139-6202, Vol. 3, Nº. 5 (set.-out. 2001), pp. 324–336.
- Protocolos para trastornos menores del proyecto TESEMED: Estreñimiento. (Con Luis Cordero, Flora Giorgio, María Isabel Cadavid, María de los Angeles Gato González e Fernando Fernández-Llimós). Pharmaceutical care España, ISSN 1139-6202, Vol. 3, Nº. 3 (mai.-xuñ. 2001), pp. 155-174.
- Autacoides I. Histamina y antihistamínicos. Serotonina y antiserotonímicos. (Con Mengod, G. e Cadavid, M. I.). En: Velasco, A.; San Román, L.; Serrano, J.; Martínez-Sierra, R. e Cadavid, M. I., eds. Farmacología Fundamental. Madrid: McGraw-Hill Interamericana; 2003. pp. 141–166. ISBN 84-4860-427-X.
- Sistema de Información farmacéutica. (con Echarri, E.; Cadavid, M. I.; Cordero, L. e Sanz, F.). En: Belmonte, M. A.; Coltell, O.; Maojo, V.; Mateu, J. e Sanz, F., eds. Manual de Informática Médica. Barcelona: MRA ediciones, 2003. pp. 401–413, ISBN 84-9334-810-4.
- La bioinformática como soporte a las nuevas estratégias farmacogenéticas y farmacogenómicas. (Con Bonis, J. e Sanz, F.). En: Martín, F. e López, V., eds. Informática Biomédica. Madrid: INBIOMED, 2004, pp. 247–258.
- Tratamiento de la tos (Con Cadavid, M. I.). En: López, A.; Moreno, L. e Villagrasa, V., eds. Manual de Farmacología. Guía para el uso racional del medicamento. 2ª edición. Madrid: Elsevier España S. A., 2006. pp. 132–142. ISBN 978-84-9113-113-7. (Resume).
- El presente y el futuro de la investigación traslacional en psiquiatría. (Con Caruncho, H. J.) Revista gallega de psiquiatría y neurociencias, ISSN-e 1138-5189, Nº. 8, 2006, pp. 3–5.
- El presente y el futuro de la investigación traslacional en psiquiatría (con H. J. Caruncho). Revista gallega de psiquiatría y neurociencias, ISSN-e 1138-5189, Nº 8, 2006, pp. 3–5.
- El autoconsumo de medicamentos. (Con Cordero, L.; Cadavid, M. I.; Faba, G. e Sanz, F.). En: Baños, J. E. e Bigorra, J., editores. La proyección social del medicamento. Monografías Dr. Atonio Esteve. Barcelona: Fundación Dr. Atonio Esteve, 2007. pp. 41–49. ISBN 978-84-9354-656-4.
- Reflexiones sobre la formación en investigación y desarrollo de medicamentos (Con Algorta, J. e Luque, A., coordinadores). Cuadernos de la Fundación Dr. Antonio Esteve nº 10. Barcelona: Prous Science S. A., 2007.
- Allosteric modulation of 5-HT2B receptors by celecoxib and valdecoxib. Putative involvement in cardiotoxicity (con Nieto, A.; Brea, J; Cadavid, M. I.; Mestres, J.; Sánchez-Sellero, I.; Gallego, R. e Fraga, M.) En: Loza, M. I.; López, V.; Martín, F. e Pazos, A., eds.
- Advances in biomedical informatics: COMBIOMED. A Coruña, 2011. pp. 67–79.
- Therapeutic targets: modulation, inhibition and activation (con L. M. Botana). New Jersey: John Wiley & Sons, Inc., 2012. ISBN 978-0-4705-8719-5.
- New approaches applied to drug screening (con J. Brea). En: Botana, L. M. e Loza, M., editores, Therapeutic targets: modulation, inhibition and activation. New Jersey: John Wiley & Sons, Inc., 2012, pp. 455–476. ISBN 978-0-4705-8719-5.
- Scientific requirements for the next generation semantic web-based chemogenomics and systems chemical biology molecular information system OPS. (con Jacoby, E., Azzaoui, K., Senger, S., Cuadrado Rodríguez, E., Zdrazil, B., Pinto, M., Williams, A.J., de la Torre, V., Mestres, J., Taboureau, O., Rarey, M., Chichester, C., Blomberg, N., Harland, L. e Ecker, G.F.). En: E. Jacoby, ed. (2014): Computational Chemogenomics. Singapore: Pan Stanford Publishing, páxs. 213-242.

## Premios y reconocimientos
- Desde 2013 es Académica de número en la Real Academia de Farmacia de Galicia.[11]
- En 2018 Galardonada con el premio Investigador Innovador 2018 por la FEI (Plataforma Española de Empresas Innovadoras).
- En 2019 recibió el Premio María Josefa Wonenburguer.[16]